# Полемон II
Поле́мон II (Μάρκος Ἀντώνιος Πολέμων Πυθόδωρος, Марк Антоний Полемон Питодор; 12/11 год до н. э. — 74) — последний царь Понта 23—64 годов н. э. (по другим источникам 37 — 63 годов н. э.); кроме того, Полемон был царём Боспора и Киликии, будучи вассалом Римской империи.

## Биография
Полемон II был вторым сыном и средним ребёнком в семье фракийского царя Котиса III и Антонии Трифены, дочери царя Полемона I. У Полемона был старший брат Зенон (впоследствии Арташес III, царь Армении и вассал Римской империи), младшая сестра Антония Трифена (её имя совпадало с именем матери) была замужем за царём Фракии Котисом.
Отец Полемона умер в 8 году до н. э., и мать Полемона вторично выходит замуж за царя Каппадокии Архелая, при этом она переезжает к новому мужу вместе с детьми от первого брака; в 17 году н. э. Архелай умирает и Антония Трифайна возвращается в Понт и управляет им. После смерти своей матери в 38 году н. э. Полемон захватывает престол и становится единоличным правителем Понта, Колхиды и Киликии.
В 38 году н. э. Полемон II принимает участие в играх, посвящённых памяти Юлии Друзиллы, покойной сестры
Калигулы, выражая тем самым лояльность Риму, кроме того, в 47 году н. э. он организует спортивные игры в Киликии, посвящённые правящему императору Клавдию.
Первоначально Полемон II решил жениться на иудейской царице Беренике, которая согласилась на брак с условием, что Полемон примет иудаизм и проведёт перед женитьбой обряд обрезания. Полемон II совершил обряд перехода в иудаизм и женился на Беренике, которая переехала к нему в Понт вместе с сыновьями от первого брака; вскоре брак распался и Береника вернулась ко двору брата, с которым она была в кровосмесительной связи. После этого Полемон отошёл от иудаизма, якобы крестился, а затем снова стал язычником.
Повторно Полемон II вступил в брак с Юлией Мамеей, из династии правителей Эмесы. От брака с Юлией Мамеей у Полемона было двое сыновей.
Полемон II мало уделял внимания управлению государством, предпочитая наслаждения и развлечения. Его перу приписывают несколько эпиграмм, вошедших в «Anthologia graeca».
Город Фанизан на побережье Чёрного моря Полемон II переименовал в свою честь — Полемониум (в настоящее время — турецкий город Фатса).
В 64 году н. э. император Нерон выдвигает претензии на трон Понта (оправдывая это родством Полемона II и Антония) и под этим предлогом аннексирует Понт, который входит в состав римской провинции Галатия, вместе с ней входит в состав Римской империи и Колхида. Полемон II до своей смерти правит только Киликией.

## Браки
- Береника — совместных детей в браке не было.
- Юлия Мамея:
  - Полемон Евпатор;
  - Реметалк Филоцезарь.

## Изображения
Полемон II чеканил монеты с собственным изображением, по которым была идентифицирована голова из голубоватого малоазиатского мрамора как его портрет (ныне хранится в копенгагенском музее). Кроме того, имеются монеты с изображением его второй жены — Юлии Мамеи.